# Sasha Pokulok
Sasha Pokulok (* 25. Mai 1986 in Vaudreuil-Dorion, Québec) ist ein kanadischer Eishockeyspieler, der seit Juli 2012 bei den Cornwall River Kings in der Ligue Nord-Américaine de Hockey unter Vertrag steht.

## Karriere
Sasha Pokulok begann seine Karriere als Eishockeyspieler bei den Notre Dame Hounds, für die er in der Saison 2003/04 in der Saskatchewan Junior Hockey League aktiv war. Anschließend besuchte er zwei Jahre lang die Cornell University und spielte für deren Eishockeymannschaft in der National Collegiate Athletic Association. Mit seinem Team gewann er 2005 die Meisterschaft der ECAC Hockey. Von 2006 bis 2009 spielte der Verteidiger parallel für die Hershey Bears in der American Hockey League und die South Carolina Stingrays in der ECHL, wobei er 2009 mit den Stingrays Kelly-Cup-Sieger wurde. Beide Mannschaften waren die Farmteams der Washington Capitals, die ihn im NHL Entry Draft 2005 in der ersten Runde als insgesamt 14. Spieler ausgewählt hatten. Für die Capitals selbst kam er jedoch zu keinem Einsatz.
Die Saison 2009/10 verbrachte Pokulok überwiegen bei den Bakersfield Condors aus der ECHL. Bei diesen konnte er überzeugen und wurde 2010 für den nach Norwegen gewechselten Robbie Bina auf Seiten der National Conference für das ECHL All-Star Game für die Starting Six nachnominiert. Zudem lief er zusammen 15 Mal für die Springfield Falcons und San Antonio Rampage in der AHL auf. Für die folgende Spielzeit wurde der Kanadier von den DEG Metro Stars aus der Deutschen Eishockey Liga verpflichtet. Nach einer Saison wechselte er weiter nach Österreich, wo er mit dem KHL Medveščak Zagreb in der Erste Bank Eishockey Liga spielte. Im Juli 2012 kehrte Pokulok wieder in seine kanadische Heimat zurück, wo er sich den Cornwall River Kings in der Ligue Nord-Américaine de Hockey anschloss.

### International
Für Kanada nahm Pokulok an der U20-Junioren-Weltmeisterschaft 2006 teil. Bei diesem gewann er mit seiner Mannschaft die Goldmedaille. Er selbst blieb in sechs Spielen punkt- und straflos.

## Erfolge und Auszeichnungen
| - 2004 SJHL All-Rookie Team - 2005 Whitelaw-Cup-Gewinn mit der Cornell University - 2009 Kelly-Cup-Gewinn mit den South Carolina Stingrays | - 2010 Teilnahme am ECHL All-Star Game - 2013 Trophée Éric Messier (Bester Verteidiger der LNAH) - 2013 LNAH All-Star Team |

### International
- 2006 Goldmedaille bei der U20-Junioren-Weltmeisterschaft

## Statistik
(Stand: Ende der Saison 2010/11)